# Ubuntu Cola
Ubuntu Cola is een Engels colamerk. Het is de eerste cola die is voorzien van het Fairtrade-keurmerk. Ubuntu Cola wordt verkocht in winkels in enkele Europese landen en tevens via de eigen website. Het is beschikbaar in blikjes van 330 ml, petflessen van 500 ml en glazen flessen van 275 ml.

## Naam
Deze drank is vernoemd naar de Afrikaanse Ubuntu-filosofie, maar verder bestaat er geen enkele connectie tussen deze twee.

## Fairtrade
De suiker in Ubuntu Cola is afkomstig uit coöperaties in Kasinthula in Malawi en Kaleya in Zambia. Boeren die lid zijn van de coöperatie in Kasinthula verdienen dagelijks vier dollar, wat zes maal meer is dan het landelijk gemiddelde.